# Jeg elsker Dem, Tusnelda
Jeg elsker Dem, Tusnelda er en dansk stumfilm fra 1920 med instruktion og manuskript af Lau Lauritzen Sr..

## Handling
Denne artikel mangler et handlingsreferat. Hjælp os med at skrive det.

## Medvirkende
- Rasmus Christiansen - Nokke
- Carl Schenstrøm - Brumberg
- Alma Hinding - Tusnelda